# 葛雷漢諾頓秀
《葛雷漢·諾頓秀》（英語：The Graham Norton Show）是一檔英國的喜劇性談話節目。最初於 2007 年 2 月 22 日在 BBC 二台播出，然後於 2009 年 10 月轉至 BBC 一台。最新第 28 季於 2020 年 10 月 2 日開始播出，台灣地區可於MyVideo線上觀看。

## 節目形式

### 主持人
本秀由愛爾蘭喜劇演員葛雷漢·諾頓主持。

### 來賓
《葛雷漢·諾頓秀》一集通常會有三至四位來賓，來賓的組成通常是一位較有名氣的公眾人物、一位喜劇演員和一位著名的音樂人。
在主持人的開場獨白之後，來賓會被介紹入場。但也有在十到十五分鐘左右的開場音樂演出之後，才再將來賓介紹入場的例子。

## 節目內容

### 「紅椅」單元
此單元為《葛雷漢·諾頓秀》中最特別的橋段之一。
素人們可以事先在節目網站報名，獲得上節目的機會。素人們會坐在那著名的紅椅上講一些生活軼事。如果葛雷漢或他的來賓覺得故事很無聊，就會拉下來賓席旁的「拉桿」，這時紅椅就會往後翻，讓坐在上面的人跌得四腳朝天。但如果葛雷漢認為故事很有趣，他會說：「你可以走了。」，而素人就可以安全站起來離去。

## 沿革
節目自2007年始在BBC第二台上播出，隨後在2009年10月移至BBC第一台播出迄今。

## 網路播放平台
| 頻道/影音 | 所在地 | 播出日期   | 備註 |
| --------- | ------ | ---------- | ---- |
| MyVideo   | 臺灣   | 一次性上架 |      |